# Махмуд Ахмадинежад
Махмуд Ахмадинежад (на персийски: محمود احمدی نژاد‎, произнася се [mæhˈmuːd æhmædiːneˈʒɒːd]) е президент на Иран в периода от 3 август 2005 до 3 август 2013 г.

## Биография
Роден е в село Арадан, на 100 км югоизточно от Техеран. Впоследствие семейството му се премества в столицата, още докато е малък. Той е отличен студент, защитава докторат в областта на гражданското инженерство, преподава в университет.
През 1990-те години е областен управител на Ардебил – религиозен и консервативен град в Северозападен Иран, където трябва да се справя с последиците от наводнения и опустошително земетресение. Спечелва сърцата на хората в родното си село.

### Президент
Кмет е на Техеран от 2003 г., бивш член на твърдолинейната Революционна гвардия и бивш инструктор в доброволческите милиции Басидж. Тези връзки на Ахмадинежад предизвиквт опасения, че ще покани старите си военни другари за колеги в кабинета си.
Кампанията на Ахмадинежад обаче го представя като „човек от народа“, поставя акцент върху нуждите на възрастните, на бедните и на военноинвалидите от Ирано-иракската война от 80-те години. И в същото време порицава стремежите на богатите опортюнисти, които се опитват да заобиколят правилата, за да реализират бърза печалба. Ахмадинежад е син на ковач и често припомня скромния си произход. Той обещава приходите от петрола на втория по големина производител в ОПЕК да стигат по-пряко до хората. При неговото управление общината на Техеран създава мениджърски екипи от млади хора и се опитва да облекчи огромния трафик в столицата, в която живеят 14 млн. души.
Скоро след идването си на власт Махмуд Ахмадинежад започва политика, носеща силно нравствен и консервативен отпечатък, като например забраняването на „излъчването на непристойна западна музика“ по каналите на иранското радио и телевизия.
През 2009 Махмуд Ахмадинежад успява да спечели президентските избори, като е преизбран с около 62 % от гласовете. Официалните изборни резултати са оспорени от неговия основен конкурент Мир Хусеин Мусави. Избухналите протести на младото население главно в големите градове са брутално смазани от паравоенните формирования на милициите Басидж, чийто бивш ръководител е Ахмадинежад.

### Външна политика
Особено дружествени при президентството на Махмуд Ахмадинежад са отношенията с Република Беларус, както признава министърът по промишлеността и рудниците на Ислямската република. По думите на министъра, „правителството на Ахмадинежад е готово да развива отоношения със страните, с които съществуват общи позиции по всички международни въпроси“. Както Махмуд Ахмадинежад, така и Александър Лукашенко установяват сходство на своите позиции, като Махмуд Ахмадинежад нарича Беларус „независима държава, чийто президент смело изразява своята позиция по всички международни въпроси“.
Освен това Махмуд Ахмадинежад на 3 юни 2008 г., за първи път след избирането си на поста президент, посещава западноевропейска страна, пристигайки в Рим за срещата на Хранителната агенция към ООН в Рим. Крепки са и връзките на Иран с Китайската народна република в областта на енергетиката, икономиката и военните технологии.
След встъпването като президент Ахмадинежад засилват връзките с авторитарната Венецуела, с която в края на май 2008 г. е създадена обща банка за финансиране на проекти за развитие. По думите на президента на Венецуела, Уго Чавес единството и сътрудничеството между двете държави са разгневили „американския империализъм“. В края на декември 2007 г. Уго Чавес за четвърти път посещава Ислямската Република.
Футболната звезда Диего Марадона през декември 2007 г. подписва тениска „в подкрепа на иранския народ“ пред посланика на Ислямската Република в Буенос Айрес и споделя, че подкрепя правителството на Иран и президента му и че желае да се срещне с Махмуд Ахмадинежад.